# MG-452

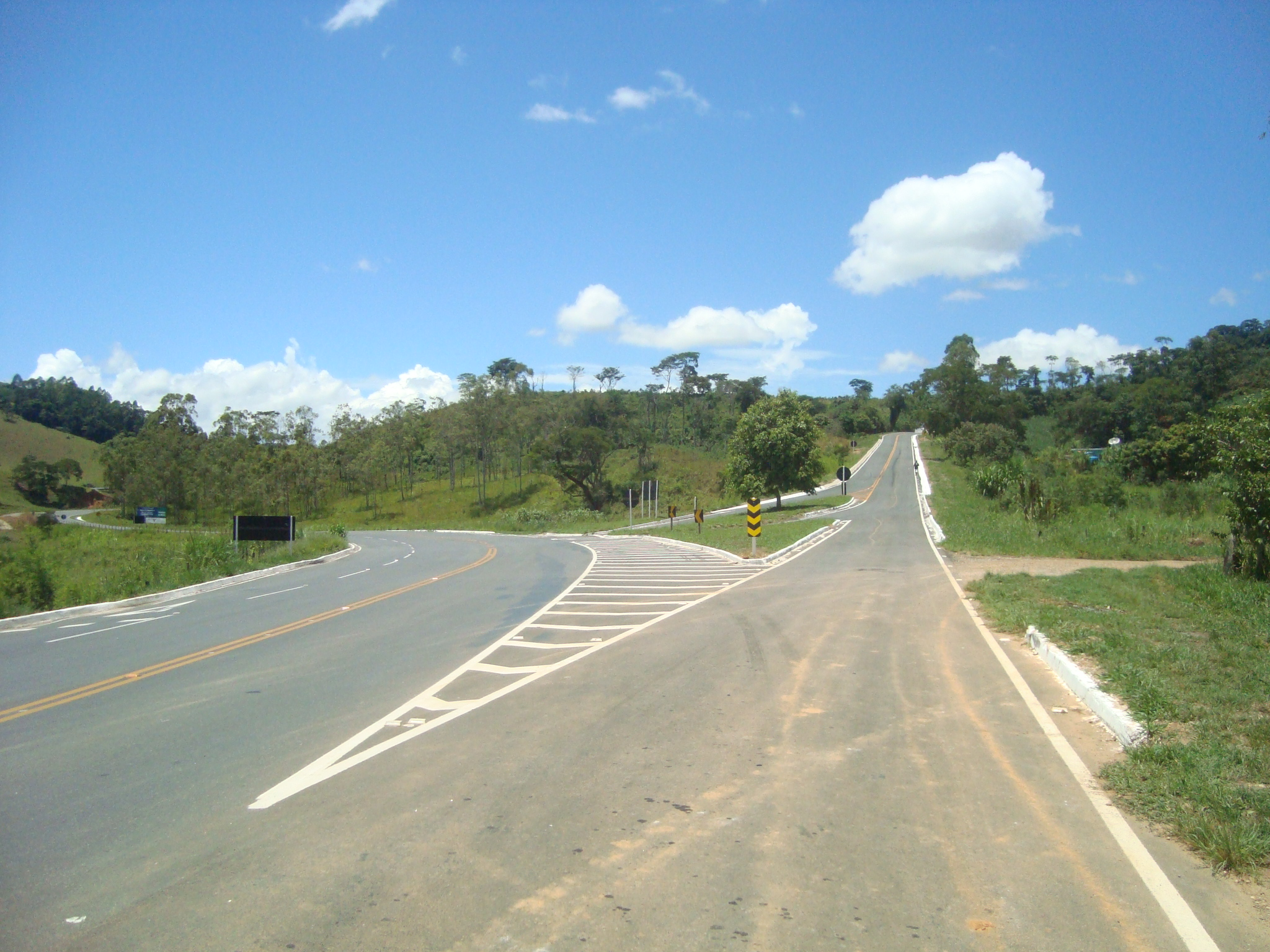
Etroncamento das rodovias MGC-265 (à esquerda) e MG-452 (à direita), no município de Mercês.

A MG-452 é uma rodovia brasileira do estado de Minas Gerais que faz a ligação entre os circuitos turísticos Nascente do Rio Doce e Caminho Novo. Localizada na Zona da Mata, a rodovia começa no entroncamento com a MGC-265 e a MG-448, no município de Mercês, e termina na BR-040, no município de Santos Dumont. Ela tem 34,5 km de extensão e passa pelos municípios de Mercês, Paiva, Oliveira Fortes, Aracitaba e Santos Dumont. O trecho compreendido entre Paiva e o entroncamento com a BR-040 recebe a denominação de rodovia José Calixto da Costa.